# Zdzisław Taźbierski
Zdzisław Taźbierski (ur. 29 czerwca 1928 we Włocławku, zm. 20 czerwca 2010 w Olsztynie) – polski pedagog, mianowany profesor Liceum Ogólnokształcącego w Braniewie, wykładowca WSP w Olsztynie, docent doktor nauk humanistycznych.

## Życiorys
Urodził się w ubogiej rodzinie. Jego ojciec prowadził mały warsztat, w którym ręcznie robił meble. Jego praca ledwie wystarczała na utrzymanie pięcioosobowej rodziny. Zdzisław do wybuchu II wojny światowej ukończył cztery klasy Szkoły Powszechnej nr 2 we Włocławku. W grudniu 1939 ojca wywieziono do Niemiec na roboty przymusowe, tam pracował jako robotnik placowy i stolarz w Bad Oldesloe koło Lubeki. W 1942 Arbeitsamt we Włocławku skierował tam na przymusowe również Zdzisława wraz z matką i młodszym bratem. W 1943 ojciec zginął śmiercią tragiczną. Wówczas właściciel firmy zgodził się na powrót rodziny do Włocławka. Po powrocie otrzymali jeden pokój w starej wielorodzinnej kamienicy. Głodowe racje żywności, choroba matki, nędzne warunki lokalowe były ciężkim przeżyciem dla Zdzisława. Dopiero w czerwcu 1944 otrzymał on pracę w fabryce „Wisła” jako pomocnik stolarza. Koniec II wojny światowej zastał rodzinę Zdzisława w równie trudnej sytuacji materialnej. Mimo tego postanowił kontynuować naukę, choć uczyć się mógł tylko po pracy w systemie popołudniowo-wieczorowym, gdyż w pierwszej kolejności musiał pracować, aby zarobić na przeżycie rodziny. 15 marca 1945 zapisał się na szkolne kursy przygotowawcze młodzieży pracującej. W ciągu pół roku ukończył klasę szóstą i siódmą (szkoła podstawowa liczyła wówczas 7 klas) i od 1 października 1945 rozpoczął już naukę w gimnazjum wieczorowym dla pracujących. 26 czerwca 1948 uzyskał tzw. „małą maturę”. W tym okresie, w 1947, zdał również egzamin czeladniczy w zawodzie stolarz-modelarz.
Kontynuował naukę w systemie wieczorowym w kolejnych szkołach, 7 lutego 1950 uzyskując maturę, z ogólnym wynikiem z egzaminów bardzo dobrym, w III Państwowym Koedukacyjnym Liceum dla Dorosłych we Włocławku. Był to pierwszy krok na jego drodze do zdobycia wymarzonego zawodu nauczyciela. Kolejnym krokiem były trzyletnie studia stacjonarne I stopnia w Państwowej Wyższej Szkole Pedagogicznej w Warszawie na kierunku historia, gdzie studiował w latach 1950–1953. Jako robotnik i syn robotnika otrzymywał w czasie studiów wszelkie możliwe do zdobycia stypendia, a ponadto miejsce w akademiku i wyżywienie, co pozwoliło mu na samodzielną egzystencję. Dorabiał też płatnymi korepetycjami dla innych uczniów. 22 czerwca 1953 otrzymał dyplom upoważniający do nauczania historii zarówno w szkołach podstawowych, jak i średnich i razem z dyplomem skierowanie do pracy w Olsztynie. W sierpniu 1953 zgłosił się w urzędzie w Olsztynie, otrzymał do wyboru trzy licea ogólnokształcące: w Bartoszycach, Biskupcu Reszelskim i w Mrągowie. Jego wybór padł na Mrągowo. Tam pracował przez 2 lata, do 1955. W roku szkolnym 1955–1956 pracował w Giżycku, sprawując jednocześnie funkcję wicedyrektora. Ponieważ nie otrzymał obiecanego mieszkania, zdecydował się przenieść do Braniewa w północnej Warmii. Tam zatrzymał się na dłużej, gdyż otrzymał lepsze warunki mieszkaniowe, zapewniające stabilizację jego rodzinie. W Braniewie mieszkał i pracował przez kolejne 18 lat, od 12 stycznia 1956 do 30 czerwca 1974. Z wielką pasją poświęcał się pracy nauczyciela języka polskiego, realizował także rozmaite zajęcia dodatkowe, pełnił funkcję kierownika internatu oraz opiekował się biblioteką szkolną. Działał również społecznie, był między innymi ławnikiem w sądzie w latach 60., kierownikiem szkolenia zawodowego w strukturach „Ognisk” Związku Nauczycielstwa Polskiego w Braniewie, czy też pełnił społecznie funkcję kierownika internatu w liceum w Braniewie (1956–1967). Okresowo pracował także jako nauczyciel języka angielskiego w Technikum Ekonomicznym przy Zespole Szkół Zawodowych w Braniewie. W okresie braniewskim aktywnie też działał w Związku Nauczycielstwa Polskiego. W 1966 wstąpił do PZPR, członkiem tej partii pozostając do czasu jej rozwiązania w 1990 roku.
W latach 1964–1966, w celu podniesienia kwalifikacji nauczycielskich, ukończył zaoczne studia magisterskie w Wyższej Szkole Pedagogicznej w Krakowie, dokąd dojeżdżał na zajęcia w weekendy. Pracę magisterską pt. „Stanowisko prezydenta Thomasa Wilsona wobec spraw polskich w świetle materiałów brytyjskich i amerykańskich” napisał pod kierunkiem prof. Mariana Tyrowicza, otrzymując 29 czerwca 1966 dyplom magistra z oceną bardzo dobrą. Postanowił w latach 1967–1972 kontynuować studia w krakowskiej WSP i 25 października 1972 pod kierunkiem także prof. Tyrowicza obronił doktorat pt. „Opinia polityczna Anglii wobec spraw polskich w dobie rozbiorów i wojen napoleońskich (do 1807 roku)”. Stopień doktora nauk humanistycznych z zakresu historii Rada Wydziału Humanistycznego nadała mu jednogłośnie 3 listopada 1972. W uznaniu jego zasług w działalności oświatowo-wychowawczej otrzymał decyzją Kuratora Okręgu Szkolnego w Olsztynie z 14 października 1972 r. nominację na profesora szkoły średniej.
Z dniem 1 lipca 1974 został zatrudniony na stanowisku adiunkta w Zakładzie Historii Wyższej Szkoły Pedagogicznej w Olsztynie. Tam pracował już do przejścia na emeryturę 1 października 1993. W olsztyńskiej WSP sprawował szereg funkcji, m.in. był społecznym zastępcą kierownika Zakładu Historii (1975–1984), opiekunem roczników i całego kierunku historii (do 1985), pełnomocnikiem rektora ds. studenckich, opiekunem praktyk przedmiotowo-metodycznych studentów historii (1976–1993), członkiem wielu komisji w uczelni: dziekańskich, rektorskich i senackich, w latach 1978–1981 prodziekanem Wydziału Humanistycznego; wreszcie docentem kontraktowym (1990–1993). Wypromował 97 magistrów historii (oraz 7 z bibliotekoznawstwa), a ponadto zrecenzował ponad 100 prac magisterskich.
Do jego głównych zainteresowań należały stosunki polsko-angielskie w XVI–XIX w.: relacje polsko-angielskie, protokół dyplomatyczny w tych państwach w ujęciu porównawczym, biografie dyplomatów tego okresu.
Zmarł 20 czerwca 2010 w Olsztynie, w wieku 82 lat, po długiej i ciężkiej chorobie. Pochowany został 23 czerwca na cmentarzu komunalnym przy ul. Poprzecznej, w grobowcu rodzinnym.
Został odznaczony m.in. złotą odznaką „Zasłużony dla Warmii i Mazur”.

### Niektóre publikacje[3]
- Wielka Brytania wobec spraw polskich w dobie rozbiorów i wojen napoleońskich (do 1807 r.), Olsztyn 1977, s. 406
- Ceremoniał dworsko-dyplomatyczny w praktyce negocjacji Polski z Anglią w XVI–XVIII w., Olsztyn 1986, s. 404
- Wystąpienie prezydenta Thomasa Wilsona w sprawie polskiej, Olsztyn 1989, s. 66
- Związki Polski z Anglią od schyłku XIV do połowy XVII w., Olsztyn 1994, s. 144
- Uwagi o kontaktach handlowych Anglii z Polską od XV do XVIII w. w świetle literatury brytyjskiej, „Rocznik Gdański”, t. 38, 1978, z. 1, s. 77–96
- Misja Pawła Działyiskiego do Hagi i Londynu w 1597 r. na tle stosunków gospodarczych polsko-angielskich za Elżbiety Tudor (w świetle źródeł), „Prace Historyczne”, Olsztyn 1981, s. 77–103
- Europejska polityka Williama Pitta w okresie rozbiorów, „Kwartalnik Historyczny”, R. 88, 1981, nr 5, s. 647–656
- Zasady pierwszeństwa w ceremoniale biesiadnym podczas przyjmowania obcych posłów w Polsce (XVI–XVIII w.), „Przegląd Humanistyczny”, R. 25, 1981, nr 3, s. 23–49
- Sprawa Gdańska i Torunia w manewrze dyplomatycznym Williama Pitta z Ligą Państw Europejskich przeciw Rosji (1789–1791), „Rocznik Gdański”, t. 42, 1982, z. 1, s. 189–223
- Z zagadnień handlu w strefie bałtyckiej – w kontekście wymiany polsko-angielskiej w XV–XVI wieku, „Zeszyty Naukowe WSP w Olsztynie, Prace Historyczne”, z. II, Olsztyn 1998, s. 22–40
- Przyczyny niepowodzeú zabiegów Stanisława Augusta o pomoc Wielkiej Brytanii w okresie I rozbioru Polski, „Echa Przeszłości”, t. 2, Olsztyn 2001, s. 153–178
- Wielka Brytania a sprawa polska po III rozbiorze Rzeczypospolitej (do 1807 roku), „Echa Przeszłości”, t. 5, Olsztyn 2004, s. 33–50